# Didymelaceae
Las didimeláceas (Didymelaceae) son una familia de angiospermas del orden Buxales. 
Consta de un único género, Didymeles Thouars, 1804, con tres especies endémicas de Madagascar y las islas Comoras. Reciben el nombre vernáculo malgache de mangaala.

## Descripción
- Árboles perennes, de hasta 15 m de altura. Indumento de pelos pequeños, peltados, no glandulares.
- Hojas alternas, en espiral, simples, ovado-acuminadas, coriáceas a papiráceas, enteras, pecioladas, bifaciales, sin estípulas, nerviación broquidódroma derivada, compleja. Estomas ciclocíticos con 4-10 células anejas y rebordes externos muy desarrollados, semihundidos en la gruesa cutícula.
- Tallos con parénquima axial lignificado, sin canales secretores, las ramas con la médula en cámaras, nodos con 3 rastros foliares, los dos laterales inversos.
- Plantas dioicas.
- Inflorescencias  axilares, raramente supraaxilares, pedunculadas, en racimos espiciformes simples o compuestos (las femeninas) o panículas paucifloras (las masculinas).
- Flores pequeñas, apétalas, disco hipógino ausente. Flores masculinas con 0-2 bractéolas en el pedicelo, androceo de 2 estambres, con los filamentos cortos, soldados, univerticilados, anteras basifijas, ditecas, tetrasporangiadas, extrorsas, dehiscencia por hendiduras longitudinales. Flores femeninas solitarias, en parejas o tríos, cada una con una bráctea y una bractéola abaxial en el pedicelo, con gineceo súpero de 1 carpelo ascidiado con la sutura adaxial, estilodio cortísimo o ausente, estigma grande, bilobulado, truncado u oblicuamente decurrente, óvulo 1 por carpelo, péndulo, hemianátropo, bitégmico, crasinucelado, epítropo, los integumentos prolongados apicalmente, el externo orlado, chalaza prolongada cónicamente.
- Frutos indehiscente, en drupa, con el estigma apical vestigial y un surco adaxial, con endocarpo lignificado.
- Semilla 1, pendiente, apicalmente aguda, de superficie rugosa, endospermo ausente, arilo rudimentario, embrión bien diferenciado, con 2 cotiledones gruesos.
- Polen en mónadas, esferoidal, trizonocolporado, de unos 23 μm de diámetro, colpos cubiertos por un opérculo adornado, cada uno internamente con dos poros (ora) taponados por un apéndice nexinoso del opérculo, exina semitectada, reticulada, simplibaculada, los bordes del retículo microespinulados, sexina más del doble de gruesa que la nexina y a veces separada de ella.
- Número cromosómico: desconocido.

## Ecología
Las especies del género se encuentran restringidas a los bosques primarios húmedos del norte, sur y del este de Madagascar, así como a la isla de Mohéli, en el archipiélago de las Comoras.

## Fitoquímica
Presenta en la corteza alcaloides esteroideos del tipo del aminopregnano, muy similares a los de las Buxaceae.

## Conservación
Las recolecciones de las especies del género Didymeles son escasas en los herbarios, lo que indica que sus poblaciones pueden estar en grave peligro en estado silvestre, sobre todo debido a la severa desforestación que sufre Madagascar.

## Fósiles
Se ha recogido polen similar al de Didymeles, denominado Schizocolpus marlinensis, en formaciones del Paleoceno y del Eoceno del Océano Índico (Ninety East Ridge), de Australia, Nueva Zelanda y Nueva Caledonia, lo que indica una distribución de la familia mucho más amplia en tiempos pasados. El polen fósil denominado Hexaporotricolpites podría pertenecer también a esta familia, ya que presenta una estructura similar, lo que permitiría hacer retroceder su existencia al Albiense de Gabón y Brasil.

## Posición sistemática
Las didimeláceas son un grupo de angiospermas que se incluyen en el clado Eudicotiledóneas. En sistemas previos, han sido mantenidas como familia propia, relacionadas con las leitneriáceas, de las que difieren por importantes caracteres anatómicos, entre otros, la inflorescencia racemosa, la estructura de la flor masculina, el tipo de grano de polen, la estructura del óvulo y los estomas ciclocíticos. Otros autores han aceptado una relación con las hamamelidáceas. Una relación estrecha con las buxáceas, basada en la palinología, los estomas ciclocíticos, la nerviación foliar, la anatomía del tallo y los alcaloides particulares, además de los datos moleculares, ha sido reconocida por el APW (Angiosperm Phylogeny Website), que considera que constituyen una familia del Orden Buxales y son el grupo hermano de la familia buxáceas (cf. AP-website). Algunos autores prefieren incluirlas en esta última familia. Sin embargo, la tendencia actual es a mantenerlas separadas debido a su morfología muy diferente, que haría difícil un diagnóstico de la familia resultante de la fusión.
El sistema APG II de 2003  no reconoce la familia como tal, sino en la familia Buxaceae. Sin embargo, el APG II permite la opción de segregar esta familia, como una segregada opcional. Esto representa un ligero cambio con respecto al sistema APG, de 1998,  que firmemente no reconocía esta familia. 

## Taxones incluidos
Introducción teórica en Taxonomía
El género Didymeles Thouars, 1804 (= Didymomeles K. P. J. Sprengel, 1826) tiene como especie tipo a Didymeles integrifolia J. St.-Hil., 1805 e incluye tres especies:
- Especie Didymeles integrifolia J. St.-Hil., 1805. Se distribuye por el norte y este de Madagascar y la isla de Moheli.

- Especie Didymeles madagascariensis Willd., 1806 (= D. excelsa Baill., 1873). Escasa en el centro y este de Madagascar. Probablemente no es distinta de la anterior.

- Especie Didymeles perrieri Leandri, 1937. Se ha encontrado en el norte, este y sur de Madagascar.